# 格里茹瓦河
格里茹瓦河是立陶宛的河流，位於薩莫吉希亞地區，屬於杜比薩河的左支流，河道全長13.6公里，流域面積56.4平方公里，發源自蒂圖韋奈以北5公里。
55°37′N 23°05′E / 55.617°N 23.083°E